# 198
Năm 198 là một năm trong lịch Julius. 

## Mất
Trần Cung (Đông Hán)